# 호아나 1세

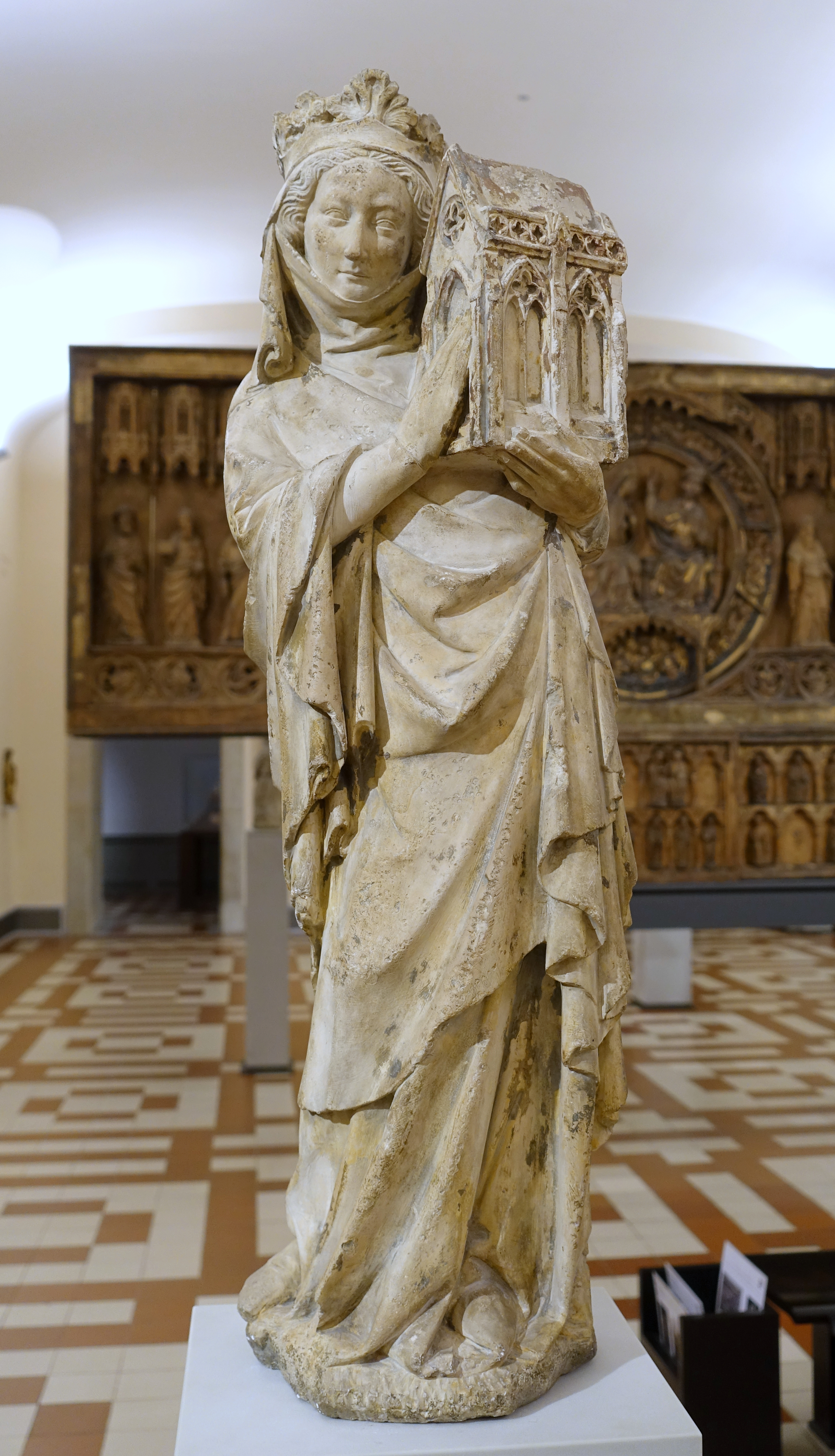
호아나 1세

호아나 1세 아 나파로아코아(바스크어: Joana I.a Nafarroakoa, 1273년 1월 14일 ~ 1305년 3월 31일 혹은 4월 2일) 혹은 잔 드 샹파뉴(프랑스어: Jeanne de Champagne)는 나바라 왕국의 여왕이자 샹파뉴 백작 부인이다.
갓난아이 호아나는 부친 헨리케 1세가 요절하였기에 어린나이에 나바라 왕국과 샹파뉴 백령을 물려받았으며 모친 블랑슈 다르투아가 호아나의 후견인으로 섭정통치하게 된다. 여성통치를 이유로 내부와 외부의 간섭을 피하기 위해 1284년 프랑스 왕국의 왕 필리프 3세의 왕세자 필리프(나바라 명예왕 필리페 1세)와 혼인하였으며 1년후인 1285년 남편 필리페는 프랑스왕 필리프 4세로 즉위하였다.
호아나의 아버지가 다른 동생으로는 토머스와 헨리 등이 있다.